# John Love
John Maxwell Lineham Love (Bulawayo, 7 december 1924 - aldaar, 25 april 2005) was een Formule 1-coureur uit Rhodesië, het huidige Zimbabwe. Hij nam tussen 1962 en 1972 9 maal deel aan de Grand Prix van Zuid-Afrika en 1 maal aan de Grand Prix van Italië voor de teams Cooper, Brabham, Lotus, March Engineering en Surtees en scoorde hierin 1 podium en 6 punten.